# 요네자와번
요네자와 번(일본어: 米沢藩 요네자와한[*])은 일본 에도 시대에 있었던 번으로, 데와노쿠니 오키타마 군에 있었다. 번주는 우에스기 가문이며, 번청은 요네자와 성이었다.

## 번의 역사
요네자와는 센고쿠 시대인 1548년부터 1589년까지, 1590년부터 1591년까지의 기간 동안 다테 가문의 본거지였으나, 도요토미 히데요시에 의해 다테 마사무네가 무쓰노쿠니 이와데야마 성으로 옮겨가게 되면서, 아이즈에 들어간 가모 가문, 이어서 우에스기 가문의 지배하에 들어갔다. 우에스기 가게카쓰는 가로 나오에 가네쓰구에게 30만 석을 주어 요네자와로 들어가게 하여, 다테 가문 및 모가미 가문에 대항하는 거점으로 삼았다.
그러나 가게카쓰는 세키가하라 전투에 앞서 도쿠가와 이에야스와 대적하게 되었고, 결국 게이초 6년(1601년), 가게카쓰는 120만 석을 30만 석으로 삭감당하고, 거성을 아이즈에서 요네자와로 옮기고 말았다. 가네쓰구는 요네자와 성을 가게카쓰에게 양보하였고, 이렇게 해서 요네자와 번이 성립되었다. 번의 영지는 우에스기 가문의 옛 아이즈 영지 120만 석 중 오키타마 지방의 18만 석과 다테 군, 시노부 군의 12만 석으로 이루어졌다.
간분 4년(1664년), 3대 번주 우에스기 쓰나카쓰가 후사를 정하지 않은 채로 사망하자, 원래는 가문이 철폐될 위기에 처했으나, 쓰나카쓰의 장인인 아이즈번주 호시나 마사유키의 노력으로, 쓰나카쓰의 딸과 기라 요시히사 사이에서 태어난 아들 쓰나노리를 양자로 삼아, 15만 석으로 삭감된 영지는 존속되었다. 고쿠다카는 계속 줄어들지만 가신단은 120만 석 시절의 그때와 동일한 규모였기 때문에, 번은 재정난에 시달렸고 민중도 곤궁해졌다. 이에 고심한 8대 번주 우에스기 시게사다는 막부에 영지를 반납하려고까지 생각했지만, 9대 번주 우에스기 하루노리의 번 정치 개혁으로 재정 재건을 이룩했다. 또한 오키타마 군의 옛 영지 3만 석과 에치고노쿠니 중 막부 직할령 1만 석을 막부로부터 받았다.
보신 전쟁에서는 아이즈 번의 토벌을 꾀하는 신정부군에 대해, 호시나 마사유키에 대한 은혜를 갚고자 중개를 도맡았지만, 실패하고 오우에쓰 열번동맹에 가담하여 센다이번과 함께 중핵을 담당했다. 요네자와 번은 옛 영지였던 에치고노쿠니 방면을 담당했으나, 거듭해서 신정부군에게 패배당하다가 결국 데와노쿠니 국경에 이르러 항복하였다. 이후 신정부의 명에 따라 쇼나이번 정벌에 군사를 동원하고, 아이즈 번에 대해서도 항복을 권유했다. 전쟁이 끝난 뒤 요네자와 번은 14만 7천 석으로 감봉되었고, 메이지 2년(1869년)에는 요네자와 신덴 번을 병합하였다. 요네자와 번은 미야지마 세이치로의 지도 아래 판적봉환 등 신정부의 개혁을 지지하면서 '조적'으로서의 오명을 씻으려 했다. 메이지 4년(1871년), 폐번치현으로 요네자와 번은 폐지되어 현이 되었고, 오키타마 현을 거쳐 야마가타현으로 편입되었다.

## 역대 번주
| 대수 | 번주                       | 초상화 | 재임 기간       | 비고                                  |
| ---- | -------------------------- | ------ | --------------- | ------------------------------------- |
| 1    | 우에스기 가게카쓰 上杉景勝 |        | 1601년 ~ 1623년 |                                       |
| 2    | 우에스기 사다카쓰 上杉定勝 |        | 1623년 ~ 1645년 |                                       |
| 3    | 우에스기 쓰나카쓰 上杉綱勝 |        | 1645년 ~ 1664년 |                                       |
| 4    | 우에스기 쓰나노리 上杉綱憲 |        | 1664년 ~ 1703년 | 고가 기라 요시히사의 장남             |
| 5    | 우에스기 요시노리 上杉吉憲 |        | 1703년 ~ 1722년 |                                       |
| 6    | 우에스기 무네노리 上杉宗憲 |        | 1722년 ~ 1734년 |                                       |
| 7    | 우에스기 무네후사 上杉宗房 |        | 1734년 ~ 1746년 |                                       |
| 8    | 우에스기 시게사다 上杉重定 |        | 1746년 ~ 1767년 |                                       |
| 9    | 우에스기 하루노리 上杉治憲 |        | 1767년 ~ 1785년 | 다카나베번주 아키즈키 다네미쓰의 차남 |
| 10   | 우에스기 하루히로 上杉治広 |        | 1785년 ~ 1812년 |                                       |
| 11   | 우에스기 나리사다 上杉斉定 |        | 1812년 ~ 1839년 |                                       |
| 12   | 우에스기 나리노리 上杉斉憲 |        | 1839년 ~ 1869년 |                                       |
| 13   | 우에스기 모치노리 上杉茂憲 |        | 1869년 ~ 1871년 |                                       |

## 지번
- 요네자와 신덴 번